# 金·格林
金·格林（英語：Gene Green；1947年10月17日—）是美国的一位政治人物。自1993年開始，他是德克薩斯州第二十九國會選區選出的聯邦眾議員。他的黨籍是民主黨。格林在成為國會議員之前在1972年當選德克薩斯州眾議院議員，在1985年當選得克薩斯州參議院議員。